# بازاریابی موتورهای جستجو
بازاریابی موتور جستجو (به انگلیسی: Search Engine Marketing) یکی از زیرمجموعه‌های بازاریابی اینترنتی (به انگلیسی: Internet Marketing) است. این تکنیک باعث افزایش بازدید سایت در نتایج صفحات موتورهای جستجو به اختصار SERP (Search engine result page)می‌شود. این روش به کمک بهینه‌سازی، تولید محتوا و تبلیغات صورت می‌پذیرد. بازاریابی موتورهای جستجو (SEM) ممکن است به کمک بهینه‌سازی موتورهای جستجو (SEO)به تنظیم و بازنویسی محتوای وب سایت‌ها برای رسیدن به رتبه بالاتر در نتایج موتورهای جستجو ختم گردد؛ یا به صورت پرداخت کلیکی (به انگلیسی: Pay Per Click) باشد.

## تاریخچه
با روند افزایشی تعداد وب سایت‌ها در اواسط دهه ۱۹۹۰ موتورهای جستجو شروع به برنامه‌ریزی برای نمایش مطالب به کاربران کردند. با گذشت زمان در سال ۱۹۹۶ موتورهای جستجو شروع به ساخت مدل کسب و کار خود برای سرمایه‌گذاری در خدمات مد نظر مانند تبلیغات کلیکی (به انگلیسی: Pay Per Click) پرداختند. در سال ۱۹۹۸ Goto.com نام خود را تغییر داد و در سال ۲۰۰۱ پیش‌درآمدی برای خرید آن توسط کمپانی یاهو به وجود آمد و در نهایت در سال ۲۰۰۳ توسط این کمپانی خریداری شد؛ و اکنون به فرصتی برای تبلیغاتچی‌ها جهت بازاریابی موتور جستجو یاهو تبدیل گردیده‌است. در سال ۲۰۰۰ نیز گوگل به نمایش تبلیغات خود از طریق گوگل اد وردز (به انگلیسی: Google Adwords) روی آورد. با گسترش تبلیغات در موتورهای جستجو مشاورین بهینه‌سازی موتورهای جستجو به گسترش پیشنهادهای خود به کسب و کارهای مختلف جهت نمایش تبلیغات آنان پرداخته و تعداد این آژانس‌ها نیز روز به روز در حال افزایش است. واژه بازاریابی موتورهای جستجو اولین بار توسط دنی سالیوان در سال ۲۰۰۱ اختراع شد.

## درآمد موتورهای جستجو
بزرگترین فراهم کنندگان بستر بازاریابی موتورهای جستجو گوگل ادوردز (به انگلیسی: Google Adwords)، بینگ ادز (به انگلیسی: Bing Ads) و موتور جستجو چینی بایدو (به انگلیسی: Baidu) می‌باشند. بازاریابی موتورهای جستجو به سرعت در حال رشد می‌باشد مدیریت کمپین موتورهای جستجو یا به صورت مستقیم یا از طریق فراهم کنندگان ابزار بازاریابی موتورهای جستجو (SEM) در اختیار کاربران بازاریابی موتورهای جستجو قرار می‌دهد. جواد یاسمی یک متخصص سئو است که درآمدی بالای 400 میلیون تومان از سئو دارد.
۲۰ لغت گران‌قیمت جهت تبلیغات در گوگل ادز ورد عبارتند از: بیمه (به انگلیسی: Insurance)، وام (به انگلیسی: Loans)، رهن (به انگلیسی: Mortgage)، وکیل (به انگلیسی: َAttorney)، اعتبار (به انگلیسی: Credit)، وکیل (به انگلیسی: Lawyer)، کمک مالی (به انگلیسی: Donate)، مدرک (به انگلیسی: Degree)، میزبانی (به انگلیسی: Hosting)، ادعا (به انگلیسی: Claim)، کنفرانس تلفنی (به انگلیسی: Conference Call)، تجارت (به انگلیسی: Trading)، نرم‌افزار (به انگلیسی: Software)، بازیابی (به انگلیسی: Recovery)، انتقال (به انگلیسی: Transfer)، سوخت/الکتریسیته (به انگلیسی: Gas/Electricity)، کلاس (به انگلیسی: Classes)، توان بخشی (به انگلیسی: Rehab)، درمان (به انگلیسی: Treatment)، خون بند ناف (به انگلیسی: Cord Blood) می‌باشند. هزینه تبلیغات بابت هر کلیک از ۲۷٫۸۰ دلار شروع و تا ۵۴٫۹۱ دلار ادامه می‌باید. گوگل در چهار فصل منتهی به سال ۲۰۱۱ در مجموع ۳۴٫۴ میلیارد دلار از این طریق درآمد کسب کرده‌است. ۹۷ درصد درآمد گوگل از طریق پرداخت کلیکی تأمین می‌گردد.

## تفاوت SEO و SEM
هر چیزی که به بهینه‌سازی موتورهای جستجو (SEO) با هدف ترفیع وب‌سایت و افزایش بازدید وبسایت منجر شود، بازاریابی موتور جستجو گفته می‌شود. بازاریابی موتورهای جستجو نظم بیشتری نسبت به بهینه‌سازی موتورهای جستجو دارد. در این روش از ابزارهایی چون گوگل ادوردز (به انگلیسی: Google Adwords)، بینگ ادز (به انگلیسی: Bing Ads) و مایکروسافت ادسنتر (به انگلیسی: Microsoft adCenter) و تبلیغات کلیکی استفاده می‌شود. آنالیز کلیدواژه‌ها در هر دو روش (SEO) و (SEM) مورد استفاده قرار می‌گیرد. به هر حال SEM واژه ای گسترده‌تر نسبت به SEO می‌باشد. یک بخش دیگر از (SEM) بازاریابی رسانه‌های اجتماعی (SMM) می‌باشد. در این تکنیک به اندازه‌گیری ارزشمندی خدمت یا محصول از دیدگاه مشتریان پرداخته می‌شود.